# Camilla Sløk
 Der er for få eller ingen kildehenvisninger i denne artikel, hvilket er et problem. Du kan hjælpe ved at angive troværdige kilder til de påstande, som fremføres i artiklen.

Camilla Sløk (født 1967 i København) er en dansk forsker indenfor feltet mellem teologi, sociologi og organisation. Hun er kendt i offentligheden for sin mangeårige forskning i værdier i offentlig ledelse og organisation. Hun har været ansat på CBS siden 2004 og tidligere på RUC og Københavns Universitet. Hun har løbende orienteret sin forskning til det eksisterende samfunds problematikker og udfordringer.
I 2018 vandt hun DSEB's pris for forskningsformidling, og sidder derudover i bestyrelsen for Folkeuniversitetet i København.

## Uddannelse og akademiske grader
- 2004: Ph.D., Det Teologiske Fakultet, Københavns Universitet[5]
- 1997: Master of Theology (Th.M), Princeton Theological Seminary, USA
- 1996: Cand.theol. Det Teologiske Fakultet, Københavns Universitet

## Hæder
- 2018: DSEB Research Prize for forskningsformidling[3]
- 2010: Af CBS tildelt ophold på Harvard Business School (GloColl)
- 2006: Samfundslitteraturs lærebogspris (særprisen): ”Kristendomskundskab, livsoplysning og medborgerskab”[6]
- 1996: Københavns Universitets Guldmedalje for prisopgaven: “Kaskader af differens: Niklas Luhmanns religionsfilosofi”, Københavns Universitet[7]

### Internationale publikationer
- "When Dialogue Doesn’t Work: School Reforms and Lessons from Denmark" (2020): Journal: Policy Design and Practice (RPDP) Article ID: RPDP 1858576
- "Guilt, Responsibility, and Leadership" (2020) by Camilla Sløk, in Handbook of Business Legitimacy: Responsibility, Ethics and Society, ed. Jacob Rendtorff
- "Guilt as curse and gift" (2020), by Camilla Sløk, chapter in Handbook of Economic Theology, ed. Stefan Schwarzkopf, Routledge
- “Theology, Responsibility, and Business Legitimacy: What are the historical underpinnings of business legitimacy?” (2020), by Camilla Sløk, chapter in Handbook of Business Legitimacy, ed. Jacob Dahl Rendtorff, Springer Publisher
- “Seduction” (2015) by Camilla Sløk, chapter in Kierkegaard Research: Sources, Reception and Resources, section 3 Resources, Volume 15, Tome VI, ed. By Steven Emmanuel, William McDonald, Jon Stewart, Ashgate Publishing
- "To be or not to be a head teacher: The need of hybrids as deparadoxicification machines", in "Hybrid Forms of Governance. Self-suspension of Power", by Camilla Sløk, eds. professor Niels Åkerstrøm Andersen, CBS, and professor Inger-Johanne Sand, Oslo University. Palgrave, London. 2012
- "Leadership and seduction. An Explosive Vulcano", by Camilla Sløk, in MPP-magazine, CBS, April 2011
- "Disorganization as religion: organization in the Danish Evangelical Lutheran National Church". by Camilla Sløk, in Cybernetics & Human Knowing, Volume 16, No.1-2, 2009
- "Here I stand: Lutheran stubbornnes in the Danish Prime Minister's office during The Danish Cartoon Crisis" (2009). by Camilla Sløk, in European Journal of Social Theory 12(2)
- "Don Giovanni as the re-entry of the spirit in the flesh", by Camilla Sløk, in Kierkegaard Yearbook, 2008
- “Niklas Luhmann's ambiguity towards religion”, by Camilla Sløk, in Soziale Systeme, 11(2). 327-345, 2006
- "The muslim in our heads", review of Birgit Bertungs bog Menneskelighed, by Camilla Sløk, in The Kierkegaard Chronicle, red. Karl Verstrynge, Paul Cruysberghs, Leuven, Belgien, 2005
- "Necessity and contingency in Luther and Luhmann", by Camilla Sløk, in Luther between Present and Past. Studies in Luther and Lutheranism. Schriften der Luther-Agricola-Gesellschaft 56; Ulrik Nissen, Anna Vind, Bo Holm & Olli-Pekka Vainio (eds.). Luther-Agricola-Society, Helsinki 2004
- "Short-term Counseling and the Use of Reframing", by Camilla Sløk, in Journal of Pastoral Psychology Vol. 46, no.2, 1997, s.119-130
- "Theology and Pastoral Counseling, a new interdisciplinary approach", review of Deborah van Deusen Hunsingers book, by Camilla Sløk, in Koinonia, 1996

### Udvalgte danske publikationer (se mere her)[2]
- "At magte omsorgen" (2020) Arkiveret 25. februar 2021 hos  Wayback Machine: Tidsskriftet Erhvervspsykologi. Volume 18 - nummer 4 - december 2020.
- ”Magt og omsorg i det personlige lederskab” (2020) Arkiveret 25. november 2020 hos  Wayback Machine, Dansk Psykologisk Forlag
- “Fejlfri og læringsparat” (forthcoming) 2020, Akademisk Forlag
- "Kompagniets mand" (2019), Gyldendals forlag, together with Martin Jes Iversen
- "Har en leder altid ansvaret, og aldrig skylden? - Om lederes læring ved undervisning i ansvar i ledelse" (2018), for MPG-series, editor: Ursula Plesner. December 2018
- ”Blod, sved og tårer: Om ansvar og skyld i ledelse” (2014) Djøf Forlag
- "Fremtidens Innovative Folkeskole" (2012). Rapport om Center for Skoleledelses undersøgelse 2011-12 om ledelse af innovation i folkeskolen. S.m. Mathilde Carlsen, Jesper Christensen, Niels Erik Hulgård, finansieret af Industriens Fond ( www.industriensfond.dk):
- "Fusioner: sæt grænser for medbestemmelse", leder i Tidsskrift for Skoleledelse, Dafolo, april 2012
- "Visioner for folkeskolen", leder i Tidsskrift for Skoleledelse, Dafolo, marts 2012
- "Reformpres og genopfindelse af gymnasieskolen - ledelse af potentialer i et postbureaukratisk styringsregime", Paper i antologi "Ledelse af uddannelse" sammen med Dorthe Pedersen, red. Pors, Knudsen, Staunæs, Juelskjær. Samfundslitteratur, 2011.
- "Inklusion og ledelse", leder i Tidsskrift for Skoleledelse, Dafolo, marts 2011
- "Innovation i skolen", leder i Tidsskrift for Skoleledelse, Dafolo, januar 2011
- "Identitetens opløsning - i teologisk betydning", Herrens Mark, Garnison, v/Claus Oldenburg. September 2010
- "Efteruddannelse af ledere", til De Frie Ledere v/Lars Willer, juni 2010.
- "Hvor er folkekirken på vej hen?", PrfB. v/Jakob Brønnum, maj 2010.
- "Strategisk skoleledelse". Together with Skolelederforeningen, 2010
- "Strategisk skoleledelse i en dansk skoleledelseskontekst", in ”Det gode skolelederliv”, 2010
- "Forbundne kar: strategisk og pædagogisk ledelse", Skolelederne, 2009
- "Strategisk skoleledelse: Hvad og hvorfor?", Skolen i morgen, oktober 2009
- "Enfoldighedsledelse i folkekirken". i LPF-nyt. nr.1, 2008
- "Ledelse i folkekirken. Betingelser for selvledelse" , i antologien Velfærdsledelse i den selvstyrende stat, (red. Camilla Sløk og Kaspar Villadsen), Hans Reitzels forlag, 2008
- "Hvad er meningen med kærlighed?" i bogen: "Hvad er meningen? Essays om kærlighed, arbejde, demokrati og liv". Red. Joakim Kromann og Mickey Gjerris, Vartov, SN: 978-87-87389-30-3
- "Hvad er meningen med arbejde?" i bogen: "Hvad er meningen? Essays om kærlighed, arbejde, demokrati og liv". Red. Joakim Kromann og Mickey Gjerris, Vartov, SN: 978-87-87389-30-3
- "Hvad er meningen med demokrati?" i bogen: "Hvad er meningen? Essays om kærlighed, arbejde, demokrati og liv". Red. Joakim Kromann og Mickey Gjerris, Vartov, SN: 978-87-87389-30-3
- "Hvad er meningen med livet?" i bogen: "Hvad er meningen? Essays om kærlighed, arbejde, demokrati og liv". Red. Joakim Kromann og Mickey Gjerris, Vartov, SN: 978-87-87389-30-3
- "Fundamentalisme som patologi", Kritisk Forum for Praktisk Teolog nr. 106, 2007  (red. Camilla Sløk)
- "Praktisk teologis fremtid...", i Kritisk Forum for Praktisk Teologinr.100, (red. Camilla Sløk, Jesper Stange), ANIS, juni 2005
- "Sjælesorg som patologi", i antologien Patologier i moderniteten(red. Rasmus Willig, Marie Appel), s.108-129, januar 2005
- "Med bulder og brag - bibelske elementer på film", til antologien Det står skrevet, red. Niels Thomsen og Henrik Brandt-Petersen, forlaget ANIS, september 2004
- "Necessitas som distinktion. Sjælesorg i systemteoretisk perspektiv - om mening og iagttagelsen af lidelse". Teol-info, Det Teologiske Fakultet, København, september 2004
- "Er kætterier sexede?", i Kritisk Forum for Praktisk Teologi, december 2003
- "Katekismer i det 3. årtusinde”, i Kritisk Forum for Praktisk Teologi, december 2001, s.48-58
- "Religionskritikkens ophør - set i lyset af Niklas Luhmann", Forlaget for Samfundslitteratur, 1999
- "Metafysikkritikkens ophør", tidsskriftet Philosophia (1996), s.151-171